# جائزة اليابان الكبرى للدراجات النارية 2001
جائزة اليابان الكبرى للدراجات النارية 2001 هو سباق دراجات نارية أقيم بتاريخ 8 أبريل 2001 في حلبة سوزوكا. كان الجولة الأولى من أصل 16 في سباق الجائزة الكبرى للدراجات النارية موسم 2001. فاز الإيطالي فالنتينو روسي بفئة 500 سي سي بينما جاء الأسترالي غاري ماكوي في المركز الثاني وحصل على المركز الثالث الإيطالي ماكس بياجي.

## وصلات خارجية
- الموقع الرسمي